# Integrazione numerica per i processi di correlazione

Schema di un integratore analogico basato su amplificatore operazionale

La funzione d'integrazione è parte fondamentale dei sistemi di correlazione tra segnali elettrici; con l'integrazione si sommano nel tempo i contributi generati dalla coerenza dei segnali con la riduzione delle ondulazioni dovute allaVarianza.
L'integrazione nei processi di correlazione può essere analogica o numerica in base alla struttura del correlatore; la prima nei casi di dispositivi realizzati con componenti elettronici sparsi, la seconda nei processi di correlazione implementati nel P.C.
L'integrazione numerica per processi di correlazione è l’equivalente dell’integrazione analogica che si attua con un circuito R.C.
Nel caso d’integrazione analogica per un correlatore i segnali da integrare sono applicati all'ingresso di una cellula R.C. dalla cui uscita si ottiene, secondo una specifica legge, la somma di tutti i contributi di tensione applicati all'ingresso; nel caso d’integrazione numerica i segnali campionati da integrare sono applicati al P.C. mediante conversione A/D, la loro somma è disponibile, dopo conversione D/A, all'uscita della macchina. 
A volte, in particolari applicazioni tecniche, l’integrazione numerica è realizzata su di una sola scheda con microprocessore e convertitori A/D e D/A.
In molti casi le routine di integrazione numerica operano all'interno di appositi programmi di calcolo che girano sul P.C. da questi ricevono dati e li restituiscono integrati; i risultato dell’integrazione non sempre deve uscire dalla macchina, a volte può essere trasferito ad altre routine operative all'interno del P.C.
L’integrazione numerica necessita che i segnali da elaborare siano campionati, secondo Nyquist, con frequenza superiore al doppio della frequenza massima dei segnali stessi.

## Integrazione numerica

### Algoritmo di calcolo

#### L'algoritmo d'integrazione numerica
L’algoritmo di calcolo per l’integrazione numerica, da implementare in apposita routine iterativa, è:
{\displaystyle X_{m+1}=X+X_{m}-X_{m}/\beta \ \ \ } 1) 

#### Elenco delle variabili
Le variabili numeriche della 1) fanno riferimento ad ipotetiche locazioni di memoria all'interno del P.C. o del microprocessore:
-{\displaystyle X} identifica il dato numerico campionato che, in tempo reale, viene immesso a calcolo ({\displaystyle X} può essere il corrispondente numerico di una tensione od altra variabile da integrare)
-{\displaystyle X_{m}} identifica il contenuto della cellula di memoria che conserva il dato precedentemente calcolato dalla routine d’integrazione dopo {\displaystyle m} campioni di {\displaystyle X}
-{\displaystyle X_{m+1}} identifica il contenuto della cellula di memoria che conserva il dato calcolato dalla routine d’integrazione al campione {\displaystyle {m+1}}
-{\displaystyle \beta }  indica il coefficiente d’integrazione che agisce nella routine di calcolo, questa variabile, contenuta in apposita memoria, ha funzione corrispondente alla costante di tempo {\displaystyle RC} che caratterizza l’integratore analogico.

#### Integratore analogico di riferimento

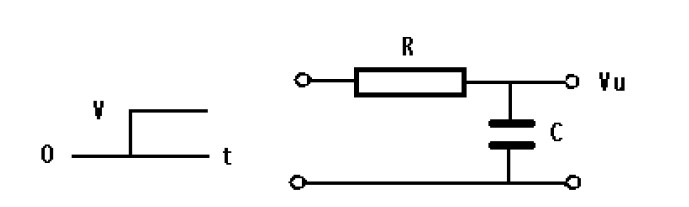
Circuito integratore analogico

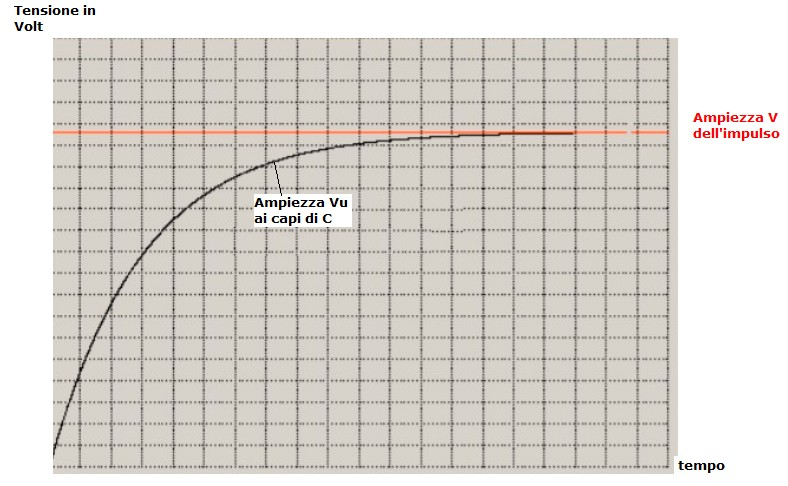
Risposta del circuito integratore al gradino di tensione secondo l'espressione 2)

L’analisi del comportamento della funzione indicata in 1) richiede un richiamo della funzione analoga relativa al circuito integratore RC  riportato in figura:
Questo circuito è caratterizzato dalla sua risposta al gradino di tensione; se applichiamo all'ingresso, per un tempo indefinito {\displaystyle t}, una tensione a scalino di ampiezza {\displaystyle V} la tensione {\displaystyle Vu} all'uscita è data dall'espressione:
{\displaystyle Vu=V\cdot (1-e^{-t/RC})\ \ \ \ }    2)
dall'espressione si deduce:
{\displaystyle Vu=0} al tempo {\displaystyle t=0}
{\displaystyle Vu\approx \ 63\ \%\ V} al tempo {\displaystyle t=RC}
{\displaystyle Vu=V} per {\displaystyle t=\infty }
Se, raggiunto il valore {\displaystyle Vu\approx \ V}, la tensione {\displaystyle V} ha delle oscillazioni d'ampiezza queste si rifletteranno su {\displaystyle Vu} e saranno tanto più attenuate quanto la costante di tempo {\displaystyle RC}
sarà elevata.
Nel caso di integratori facenti parte di sistemi di correlazione le variazioni d'ampiezza di {\displaystyle Vu} sono indicate con il termine Varianza  
La varianza è generata dalla presenza di disturbi sui dati da integrare.

#### Comparazione tra i due integratori
Un comportamento simile alla 2) è caratteristico della 1) nella quale al posto dello scalino di tensione si deve ipotizzare l’applicazione di un valore numerico {\displaystyle X} costante per un tempo indefinito {\displaystyle t}, in questo caso il valore numerico d’uscita {\displaystyle X_{m}} ha il seguente andamento:
{\displaystyle X_{m}=0} al campione {\displaystyle m=0}
{\displaystyle X_{m}\ \approx \ 63\ \%\ X} al campione {\displaystyle m=\beta } per {\displaystyle \beta >100}
{\displaystyle X_{m}=\beta \ X} al campione {\displaystyle m=\ \infty }
La 1) può essere scritta in termini più adatti all'implementazione software ponendo {\displaystyle (1-1/\beta )=K}:
{\displaystyle X_{m+1}=X+K\ X_{m}\ \ \ } 3)
Anche il livello d'uscita dell'integratore numerico è affetto da Varianza, fenomeno che si può ridurre aumentando il valore di {\displaystyle \beta }.
La varianza è generata dalla presenza di disturbi sui dati da integrare.

#### Versatilità dell’algoritmo
L’algoritmo d'integrazione numerica è indispensabile per eseguire l’integrazione via software, ha inoltre diverse caratteristiche importanti quali:
-possibilità di variare a comando, da tastiera od altro, la costante d’integrazione {\displaystyle \beta } per adattarla al meglio in base alla tipologia dei segnali numerici da elaborare.
-possibilità di integrare simultaneamente n canali d’integrazione indipendenti inserendo nel programma di calcolo n routine d’integrazione con {\displaystyle \beta } variabile su ciascuna routine.
-data la struttura essenzialmente semplice della 3) richiede tempi di calcolo irrilevanti.
-similmente all'integratore RC attenua la varianza sul valore integrato d’uscita.
-si presta a semplici implementazioni software per la simulazione del processi
d’integrazione.

### Integrazione e correlazione numerica
Per illustrare al meglio il processo d'integrazione numerica è utile implementarlo in un software che lo utilizzi nella routine di simulazione di un correlatore su un P.C.
Nel contesto della simulazione, per evidenziare l'effetto della varianza, si inquinano i segnali da correlare con disturbi variabili in ampiezza secondo il rapporto indicato in decibel con {\displaystyle S/N}.
La presenza del rumore sui segnali da correlare genera, oltre la varianza, una riduzione, anche molto elevata dell'ampiezza del livello d'uscita dell'integratore.
Il programma utilizza due segnali simulati affetti ciascuno da rumore, computa la loro correlazione e ne esegue l’integrazione numerica secondo l’algoritmo illustrato nella 3).
Il beta inserito può variare da {\displaystyle 1\ a\ 1920}, una traccia orizzontale in rosso è posta al livello {\displaystyle max=X\ \beta }
Sull'asse delle ascisse il numero delle acquisizioni è {\displaystyle m=10000} pari a {\displaystyle 10000/20=500} acquisizioni per divisione del reticolo. 
L’asse delle ordinate è calibrato per un livello numerico pari a {\displaystyle 4480}  per {\displaystyle 4480/20=224} per divisione del reticolo.

#### Curve di risposta dell'integratore
Sono presentate una serie di curve  , con {\displaystyle S/N\ e\ \beta } variabili, per mostrare come si può ridurre la varianza con l'incremento di {\displaystyle \beta }.

##### S/N = 40 dB, beta = 200

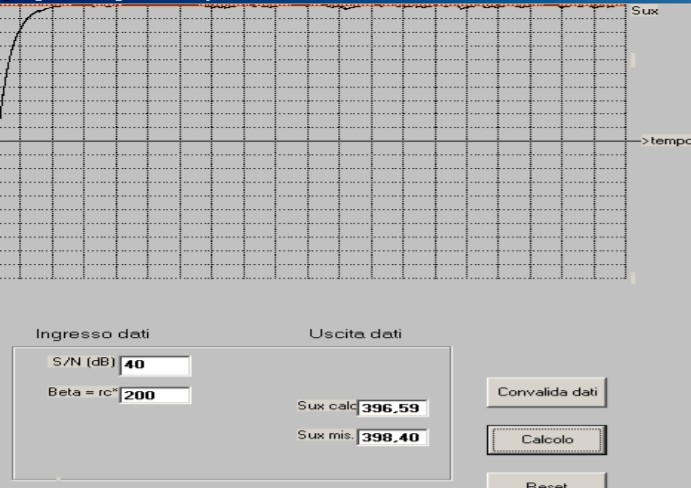
Risposta integratore numerico per S/N = 40 dB, beta = 200

Risposta ottenuta per {\displaystyle S/N=+40\ dB\ e\ \beta =200}, l’integratore rende, una volta a regime, il max d’uscita  con varianza irrilevante (piccole ondulazioni sul tratto piano della curva).

##### S/N = 6 dB, beta = 200

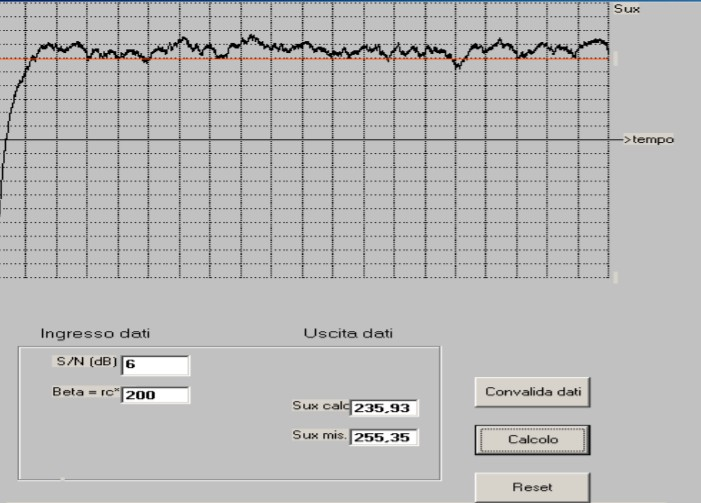
Risposta integratore numerico per S/N = 6 dB, beta = 200

Risposta ottenuta per {\displaystyle S/N=+6\ dB\ e\ \beta =200}, l’integratore rende, una volta a regime, un livello d’uscita sensibilmente inferiore al massimo  con varianza evidente.

##### S/N = 6 dB, con beta = 1000

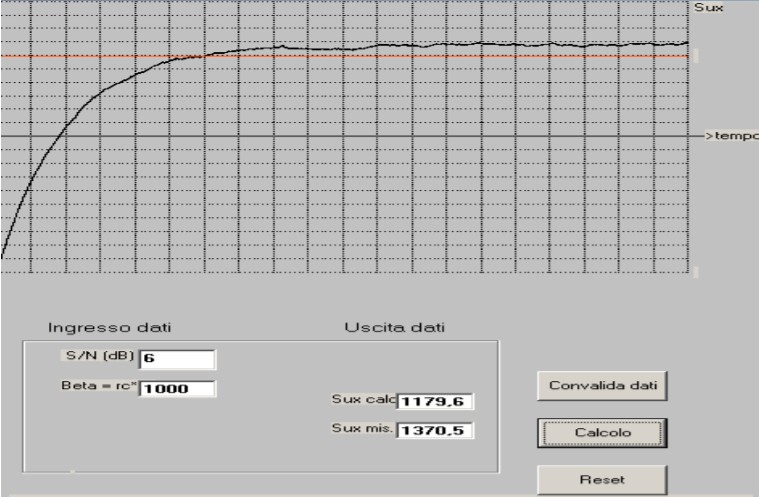
Risposta integratore numerico per S/N = 6 dB, con beta = 1000

Risposta ottenuta per {\displaystyle S/N=+6\ dB\ e\ \beta =1000} l’integratore rende, una volta a regime, un livello d’uscita sensibilmente inferiore al massimo  con varianza ridotta.(piccole ondulazioni sul tratto piano della curva grazie all'incremento di {\displaystyle \beta \ da\ 200\ a\ 1000}.

##### S/N = -6 dB con beta = 1000

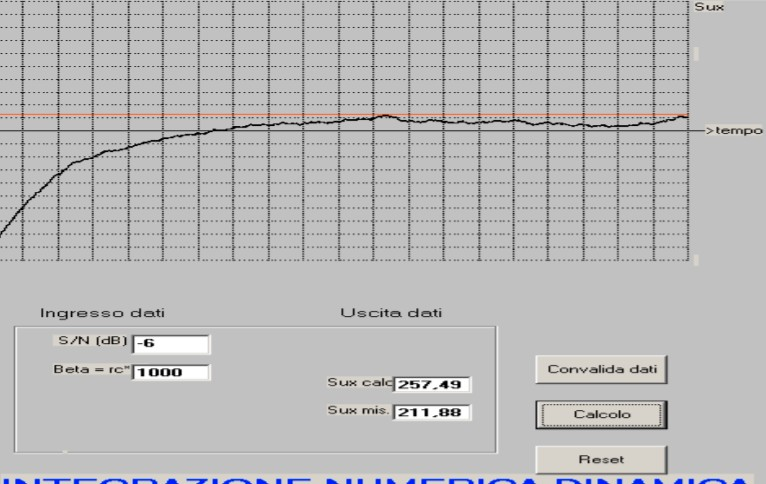
Risposta integratore numerico per S/N = -6 dB con beta = 1000

Risposta ottenuta per {\displaystyle S/N=-6\ dB\ e\ \beta =1000} l’integratore rende, una volta a regime, un livello d’uscita  di circa la metà del massimo con varianza ridotta (piccole ondulazioni sul tratto piano della curva.

##### S/N = -6 dB, con beta = 2000

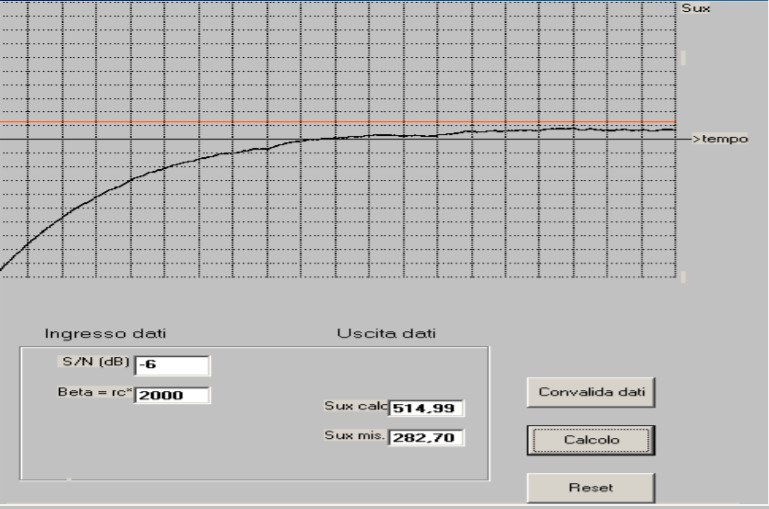
Risposta integratore numerico per S/N = -6 dB, con beta = 2000

Risposta ottenuta per {\displaystyle S/N=-6\ dB\ e\ \beta =2000} l’integratore rende, una volta a regime, un livello d’uscita di circa la metà del massimo  con varianza evidente. il max d’uscita con una varianza modesta.

##### Per S/N di valori molto piccoli
Con il decrescere del rapporto {\displaystyle S/N}, per valori inferiori a {\displaystyle 0\ dB},
la riduzione dell'ampiezza del livello d'uscita dell'integratore può raggiungere valori irrilevanti  che si confondono con le ondulazioni della varianza rendendo impossibile il suo rilievo.